# Masicera virescens
Masicera virescens là một loài ruồi trong họ Tachinidae.